# غاوي حب (فلم)
غاوي حب فيلم مصري من إنتاج عام 2005 من إخراج أحمد البدري وتاليف أحمد البيه ومحمد فؤاد، وبطولة محمد فؤاد وحلا شيحه ورامز جلال.

## القصة
أحب صلاح طفلا، جارته وزميلته في المدرسة ملك، وتواصلت المحبة بينهما، حتى حان ميعاد رحيل اسرتها لمكان آخر، فأصيب صلاح وكذلك ملك بصدمة الفراق، ولكن ذكريات حبهما استمرت ماثلة امام أعينهما وفي قلبيهما، وكبر صلاح وعاش في كنف شقيقه الكبير خالد وزوجته مايسه التي أخذت على عاتقها تزويج سلفها صلاح، الذي كان يرفض كل الفتيات التي تحضرهن له، كما إرتبط صلاح بإبنة أخيه الصغيرة مريم، وإلتحق صلاح بكلية الشرطة ثم تركها لإرتباطه بالموسيقى والغناء، وغنى في الحفلات والصالات العامة ومعه صديقه مقدم برنامج كلام الليل على إذاعة إف إم وليد وحيد، بينما كبرت ملك وتعاون والدها رجل الأعمال مع فريد وجدي وسلمه كل أعماله وبعد أن وثق به زوجه من ابنته ملك، ولكن فريد كان يزاول في الخفاء أعمال غير قانونية في تجارة السلاح والآثار، مما ورّط والد ملك في الديون والقضايا ودخل بسببها السجن، وعلم حقيقة فريد بعد فوات الاوان ونصح ابنته ملك بالتخلص من زوجها قبل أن يموت بالسجن، وطلبت ملك الطلاق وتركت المنزل لتعيش مع ابنة خالتها دينا، وبحثت عن حبيب الطفولة صلاح والتي كانت متتبعة اخباره، وحضرت كل حفلاته، ورآها صلاح وظن انها إحدى معجباته وبادلها الإعجاب، وأنقذها ليلة رأس السنة من رجال زوجها، والذين ظن انهم يتحرشون بها، ونال علقة تركت أثارها على وجهه، ولكن ملك استطاعت أن تتصل بصلاح، وتخدع رجال زوجها وتهرب منهم وتتقابل مع صلاح وتخبره انها ملك حبيبة الطفولة، وأهدته هدية في عيد ميلاده، وفرح صلاح بلقاءها، وتوالت اللقاءات ومعهم دينا ووليد، حتى علم زوجها فريد بعلاقتها مع صلاح، واكتشف الزوج أن جميع أعماله الغير مشروعة قد تم نسخها من الكمبيوتر الخاص به، فأوقف كل نشاطه حتى يستعيد المعلومات التي تدينه، وقام بالاعتداء على زوجته ملك وحبسها، وحذر صلاح من الاقتراب من زوجته، وكانت صدمة لصلاح الذي لم يكن يدري أن ملك متزوجة، ولكن دينا أبلغته بأن ملك تحبه وأنها محبوسة في المزرعة، ودليل حبها وثقتها فيه، أن السيديهات التي تدين زوجها موجودة في علبة الهدية التي أهدتها إليه، وقام صلاح ومعه وليد بالسطو على المزرعة وتخليص ملك التي شرحت له ظروف زواجها من فريد، وقام الأخير بخطف مريم ابنة شقيق صلاح، ليساومه على زوجته والسيديهات، ولكن صلاح سلم السيديهات للبوليس، الذي كان يراقب تحركات ونشاط فريد وساعدته تلك المعلومات على ادانة فريد وعصابته، وتمكن البوليس من إعداد كمين للقبض على فريد وتخليص مريم من الأسر، وعاونهم صلاح ووليد، وتمكنوا من إنقاذ مريم وملك وتمكن البوليس من قتل فريد والقبض على رجاله، وعادت ملك لحبيب طفولتها صلاح.

## طاقم التمثيل
- محمد فؤاد
- حلا شيحة
- رامز جلال
- خالد الصاوي
- أميرة العايدي
- عبد الله مشرف
- ملك قورة
- مريم قورة

## قائمة الأغاني
- مالى بس
- خدنى الحنين
- حبيبى يا
- متجى نعمل كدة

## روابط خارجية
- مقالات تستعمل روابط فنية بلا صلة مع ويكي بيانات